# 懷俄明盜龍
懷俄明盜龍（學名"Wyomingraptor"）是異特龍科恐龍的一屬，化石發現於侏羅紀晚期的莫里遜組，是個非正式名稱。懷俄明盜龍的化石相當少，過去曾以異特龍的名稱存放於泰特博物館。在1997年，羅伯特·巴克（Robert Bakker）發現這些化石，並提出了新的名字。但是由於沒有經過正式研究、描述，這個名字只是一個無資格名稱。

## 外部連結
- 恐龍博物館──懷俄明盜龍